# Kasteel van La Perrière
Het Kasteel van La Perrière (Frans: Château de la Perrière) is een kasteel in de Franse gemeente Avrillé. Het kasteel is een beschermd historisch monument sinds 1983.